# 大野実之助
大野 実之助（おおの じつのすけ、1905年1月4日 - 1989年10月14日）は、日本の漢文学者。
和歌山県生まれ。早稲田大学高等師範部卒、教員検定試験合格。1960年「李太白研究」で早大文学博士。早大文学部助教授、教授、75年定年、名誉教授。

## 著書
- 『唐宋八家文・古文眞宝・文章軌範』学燈文庫　1953
- 『唐詩の鑑賞』早稲田大学出版部 1954
- 『唐詩の鑑賞 続編』早稲田大学出版部 1958
- 『李太白研究』早稲田大学出版部 1959
- 『楊貴妃』春秋社 1969
- 『中国詩選 2 魏・晋・六朝詩』社会思想社 現代教養文庫　1971
- 『中国友情詩集 永遠の情熱にふれる青春の書』産報 サンポウブックス　1972
- 『老子人と思想』早稲田大学出版部 1975
- 『李太白詩歌全解』早稲田大学出版部 1980

### 共編著
- 『老子正義』渡辺秀方共著 前野書店 1935
- 『史文選』大矢根文次郎共編 前野書店 1941
- 『イラスト楊貴妃物語 愛と欲望の一大抒情詩』若尾真一郎絵 産報 サンポウ・ブックス　1972

## 論文
- <大野実之助